# Rut Sturm-Wittrock
Rut Sturm-Wittrock (* 9. Mai 1922 als Rut Wittrock; † 22. März 1997 in Kassel) war eine deutsche Juristin. Sie war von 1982 bis 1987 Vizepräsidentin des Hessischen Verwaltungsgerichtshofs in Kassel und von 1966 bis 1987 Vizepräsidentin des Staatsgerichtshofs des Landes Hessen in Wiesbaden.

## Leben
Wittrock studierte Rechtswissenschaft an der Philipps-Universität Marburg und wurde dort 1958 promoviert mit einer Dissertation zum Thema: „Die Entwicklung des französischen Verwaltungsrechts nach 1940“.
Wittrock entwickelte ihre juristische Karriere in der hessischen Verwaltungsgerichtsbarkeit. Sie war in den 60er Jahren Oberverwaltungsgerichtsrätin, seit 9. Oktober 1970 Vorsitzende Richterin und seit 26. November 1982 Vizepräsidentin am Hessischen Verwaltungsgerichtshof in Kassel.
Wittrock wurde erstmals vom Hessischen Landtag am 25. Januar 1966 als stellvertretendes richterliches Mitglied an den Staatsgerichtshof des Landes Hessen gewählt. Kurze Zeit später am 21. Juni 1966 trat sie die Nachfolge von Ludwig Goldschmidt als ständiges richterliches Mitglied an. Sie wurde in diesem Amt 1973 und 1980 wiedergewählt. Am 3. März 1983 wurde sie als erste Frau in das Amt des Vizepräsidenten des Hessischen Staatsgerichtshofs gewählt und übte es bis April 1987 aus.
Am 8. Juli 1987 erhielt Wittrock das Große Bundesverdienstkreuz.

## Veröffentlichungen
- Rut Wittrock: Die Entwicklung des französischen Verwaltungsrechts nach 1940. Dissertation. Hrsg.: Rechts- und staatswissenschaftliche Fakultät der Philipps-Universität Marburg. Marburg 1958, DNB 480796564.
- Rut Sturm-Wittrock: Die Verwaltungsgerichtsbarkeit. In: Georg Wannagat (Hrsg.): Kassel als Stadt der Juristen (Juristinnen) und der Gerichte in ihrer tausendjährigen Geschichte. Carl Heymanns, Köln / Berlin / Bonn / München 1990, ISBN 3-452-21555-5, S. 241–245.